# Valentin Platonovitch Moussine-Pouchkine
Valentin Platonovitch, comte Moussine-Pouchkine (6 décembre 1735 - 8 juillet 1804), est un général et homme d'État russe.

## Sources
- (ru) Cet article est partiellement ou en totalité issu de l’article de Wikipédia en russe intitulé « Мусин-Пушкин, Валентин Платонович » (voir la liste des auteurs).